# New Paris (Ohio)
New Paris é uma vila localizada no estado norte-americano de Ohio, no Condado de Preble.

## Demografia
Segundo o censo norte-americano de 2000, a sua população era de 1623 habitantes.
Em 2006, foi estimada uma população de 1535, um decréscimo de 88 (-5.4%).

## Geografia
De acordo com o United States Census Bureau tem uma área de
1,9 km², dos quais 1,9 km² cobertos por terra e 0,0 km² cobertos por água. New Paris localiza-se a aproximadamente 361 m acima do nível do mar.

## Localidades na vizinhança
O diagrama seguinte representa as localidades num raio de 16 km ao redor de New Paris.